# Michaela Gerg
Elisabeth Michaela Gerg-Leitner (ur. 10 listopada 1965 w Lenggries) – niemiecka narciarka alpejska reprezentująca też RFN, brązowa medalistka mistrzostw świata.

## Kariera
Pierwszy sukces w karierze osiągnęła w 1982 roku, kiedy podczas mistrzostw świata juniorów w Auron wywalczyła złoty medal w gigancie. Na rozgrywanych rok później mistrzostwach świata juniorów w Sestriere zwyciężyła w gigancie i kombinacji, a w zjeździe zajęła drugie miejsce.
W zawodach Pucharu Świata zadebiutowała 3 grudnia 1980 roku w Val d’Isère, zajmując 34. miejsce w slalomie. Pierwsze punkty wywalczyła dzień później w tej samej miejscowości, zajmując dwunaste miejsce w kombinacji. Na podium zawodów tego cyklu po raz pierwszy stanęła 30 stycznia 1983 roku w Les Diablerets, kończąc rywalizację w tej samej konkurencji na drugiej pozycji. W zawodach tych rozdzieliła na podium Hanni Wenzel z Liechtensteinu i Austriaczkę Elisabeth Kirchler. Łącznie 24 razy stawała na podium zawodów pucharowych, odnosząc przy tym cztery zwycięstwa: 12 grudnia 1985 roku w Val d’Isère, 8 sierpnia 1989 roku w Las Leñas i 20 stycznia 1995 roku w Cortina d’Ampezzo była najlepsza w zjeździe, a 29 listopada 1986 roku w Park City triumfowała w gigancie. Najlepsze wyniki osiągnęła w sezonie 1989/1990, kiedy zajęła trzecie miejsce w klasyfikacji generalnej i klasyfikacji zjazdu oraz drugie w klasyfikacjach supergiganta i kombinacji. Ponadto w sezonie 1988/1989 była trzecia w klasyfikacji zjazdu, a w sezonie 1990/1991 była trzecia w supergigancie.
W 1989 roku wystartowała na mistrzostwach świata w Vail, gdzie zdobyła brązowy medal w supergigancie. Wyprzedziły ją tam tylko dwie Austriaczki: Ulrike Maier i Sigrid Wolf. Był to jej jedyny medal wywalczony na międzynarodowych zawodach tej rangi. Na tej samej imprezie zajęła też szóste miejsce w zjeździe. Zajmowała także ósme miejsce w supergigancie i zjeździe na mistrzostwach świata w Crans-Montana w 1987 roku i supergigancie podczas mistrzostw świata w Saalbach w 1991 roku. W 1984 roku wystartowała na igrzyskach olimpijskich w Sarajewie, gdzie zajęła 24. miejsce w gigancie. Na rozgrywanych cztery lata później igrzyskach w Calgary była między innymi dziesiąta w supergigancie i trzynasta w zjeździe. Najlepszy wynik olimpijski osiągnęła podczas igrzysk olimpijskich w Albertville w 1992 roku, gdzie była siódma w supergigancie. Brała ponadto udział w igrzyskach w Lillehammer dwa lata później, gdzie zajęła 31. miejsce w tej konkurencji.
W 1996 roku zakończyła karierę.
Jej teść, Mathias Leitner również uprawiał narciarstwo alpejskie.

## Osiągnięcia

### Igrzyska olimpijskie
| Miejsce | Dzień     | Rok  | Miejscowość | Konkurencja | Czas biegu | Strata | Zwyciężczyni       |
| ------- | --------- | ---- | ----------- | ----------- | ---------- | ------ | ------------------ |
| 24.     | 13 lutego | 1984 | Sarajewo    | Gigant      | 2:20,98    | +5,30  | Debbie Armstrong   |
| 13.     | 19 lutego | 1988 | Calgary     | Zjazd       | 1:25,86    | +1,97  | Marina Kiehl       |
| DSQ     | 21 lutego | 1988 | Calgary     | Kombinacja  | 29,25 pkt  | -      | Anita Wachter      |
| 10.     | 22 lutego | 1988 | Calgary     | Supergigant | 1:19,03    | +1,95  | Sigrid Wolf        |
| DNF2    | 24 lutego | 1988 | Calgary     | Gigant      | 2:06,49    | -      | Vreni Schneider    |
| DSQ     | 13 lutego | 1992 | Albertville | Kombinacja  | 2,55 pkt   | -      | Petra Kronberger   |
| 18.     | 15 lutego | 1992 | Albertville | Zjazd       | 1:52,55    | +2,44  | Kerrin Lee-Gartner |
| 7.      | 18 lutego | 1992 | Albertville | Supergigant | 1:21,22    | +2,55  | Deborah Compagnoni |
| DNF2    | 19 lutego | 1992 | Albertville | Gigant      | 2:12,74    | -      | Pernilla Wiberg    |
| 31.     | 15 lutego | 1994 | Lillehammer | Supergigant | 1:22,15    | +3,04  | Diann Roffe        |

### Mistrzostwa świata
| Miejsce | Dzień       | Rok  | Miejscowość   | Konkurencja | Czas biegu | Strata     | Zwyciężczyni       |
| ------- | ----------- | ---- | ------------- | ----------- | ---------- | ---------- | ------------------ |
| DNF     | 3 lutego    | 1985 | Bormio        | Zjazd       | 1:26,96    | +1,80      | Michela Figini     |
| 13.     | 4 lutego    | 1985 | Bormio        | Kombinacja  | 18,72 pkt  | +80,03 pkt | Erika Hess         |
| 14.     | 6 lutego    | 1985 | Bormio        | Gigant      | 2:18,53    | +2,53      | Diann Roffe        |
| DNF1    | 9 lutego    | 1985 | Bormio        | Slalom      | 1:29,58    | -          | Perrine Pelen      |
| 8.      | 1 lutego    | 1987 | Crans-Montana | Zjazd       | 1:43,80    | +1,95      | Maria Walliser     |
| 8.      | 3 lutego    | 1987 | Crans-Montana | Supergigant | 1:19,17    | +2,23      | Maria Walliser     |
| 10.     | 5 lutego    | 1987 | Crans-Montana | Gigant      | 2:21,22    | +3,20      | Vreni Schneider    |
| DNF     | 2 lutego    | 1989 | Vail          | Kombinacja  | 5,65 pkt   | -          | Tamara McKinney    |
| 6.      | 5 lutego    | 1989 | Vail          | Zjazd       | 1:46,50    | +1,88      | Maria Walliser     |
| 3.      | 8 lutego    | 1989 | Vail          | Supergigant | 1:19,46    | +0,04      | Ulrike Maier       |
| DNF1    | 11 lutego   | 1989 | Vail          | Gigant      | 2:29,37    | -          | Vreni Schneider    |
| 11.     | 26 stycznia | 1991 | Saalbach      | Zjazd       | 1:29,12    | +1,36      | Petra Kronberger   |
| 8.      | 29 stycznia | 1991 | Saalbach      | Supergigant | 1:08,72    | +1,11      | Ulrike Maier       |
| DNF     | 31 stycznia | 1991 | Saalbach      | Kombinacja  | 26,45 pkt  | -          | Chantal Bournissen |
| 14.     | 2 lutego    | 1991 | Saalbach      | Gigant      | 2:07,45    | +2,48      | Pernilla Wiberg    |

### Mistrzostwa świata juniorów
| Miejsce | Dzień   | Rok  | Miejscowość | Konkurencja | Czas biegu | Strata | Zwyciężczyni      |
| ------- | ------- | ---- | ----------- | ----------- | ---------- | ------ | ----------------- |
| 11.     | 4 marca | 1982 | Auron       | Zjazd       | 1:40,53    | +1,97  | Catherine Quittet |
| 1.      | 5 marca | 1982 | Auron       | Gigant      | 2:35,82    | -      | -                 |
| 2.      | 3 marca | 1983 | Sestriere   | Zjazd       | 1:32,49    | +0,16  | Marina Kiehl      |
| 1.      | 4 marca | 1983 | Sestriere   | Gigant      | 2:16,79    | -      | -                 |
| 10.     | 5 marca | 1983 | Sestriere   | Slalom      | 1:38,46    | +2,75  | Fulvia Stevenin   |
| 1.      | 5 marca | 1983 | Sestriere   | Kombinacja  | ?          | -      | -                 |

### Puchar Świata

#### Miejsca w klasyfikacji generalnej
- sezon 1980/1981: 46.
- sezon 1981/1982: 66.
- sezon 1982/1983: 15.
- sezon 1983/1984: 33.
- sezon 1984/1985: 18.
- sezon 1985/1986: 10.
- sezon 1986/1987: 13.
- sezon 1987/1988: 14.
- sezon 1988/1989: 8.
- sezon 1989/1990: 3.
- sezon 1990/1991: 9.
- sezon 1991/1992: 17.
- sezon 1992/1993: 43.
- sezon 1993/1994: 48.
- sezon 1994/1995: 11.
- sezon 1995/1996: 45.

#### Miejsca na podium w zawodach
1. Les Diablerets – 30 stycznia 1983 (kombinacja) – 2. miejsce
2. Sestriere – 7 grudnia 1985 (supergigant) – 2. miejsce
3. Val d’Isère – 12 grudnia 1985 (zjazd) – 1. miejsce
4. Val d’Isère – 13 grudnia 1985 (zjazd) – 3. miejsce
5. Oberstaufen – 19 stycznia 1986 (gigant) – 2. miejsce
6. Park City – 29 listopada 1986 (gigant) – 1. miejsce
7. Val d’Isère – 2 grudnia 1988 (zjazd) – 3. miejsce
8. Tignes – 19 stycznia 1989 (zjazd) – 3. miejsce
9. Lake Louise – 18 lutego 1989 (zjazd) – 3. miejsce
10. Lake Louise – 19 lutego 1989 (zjazd) – 3. miejsce
11. Las Leñas – 8 sierpnia 1989 (zjazd) – 1. miejsce
12. Vail – 2 grudnia 1989 (supergigant) – 3. miejsce
13. Steamboat Springs – 9 grudnia 1989 (zjazd) – 3. miejsce
14. Steamboat Springs – 10 grudnia 1989 (kombinacja) – 2. miejsce
15. Panorama – 16 grudnia 1989 (zjazd) – 2. miejsce
16. Panorama – 17 grudnia 1989 (zjazd) – 3. miejsce
17. Hinterstoder – 8 stycznia 1990 (gigant) – 3. miejsce
18. Méribel – 10 lutego 1990 (supergigant) – 3. miejsce
19. Åre – 16 marca 1990 (supergigant) – 2. miejsce
20. Méribel – 19 stycznia 1991 (supergigant) – 2. miejsce
21. Garmisch-Partenkirchen – 9 lutego 1991 (supergigant) – 3. miejsce
22. Morzine – 25 stycznia 1992 (zjazd) – 3. miejsce
23. Lake Louise – 19 grudnia 1992 (zjazd) – 3. miejsce
24. Cortina d’Ampezzo – 20 stycznia 1995 (zjazd) – 1. miejsce